# Diògenes de Bizanci
Diògenes (en grec antic: Διογένης), mort l'any 129, va ser bisbe de Bizanci de l'any 114 al 129. Va succeir al bisbe Sedeció.
Durant el temps del seu mandat, hi va haver la persecució dels cristians per part de l'emperador Hadrià. Va ser enterrat a la catedral d'Argiròpolis.